# Tanja Kragujević
Tanja Kragujević (Senta, 26. oktobar 1946) srpska je književnica i pesnikinja. Član je Srpskog književnog društva, od njegovog osnivanja, 2001. godine. Odlukom Vlade Srbije, od 24. decembra 2009. godine, dobitnik je zvanja vrhunskog umetnika u oblasti književnosti. Živi u Zemunu.

## Školovanje
Prvi razred osnovne škole je završila u Senti, a dalje školovanje je nastavila u Beogradu, u osmogodišnjoj školi „Vuk Karadžić” i Drugoj beogradskoj gimnaziji. Diplomirala je 1970. godine, a magistrirala 1973. godine na Filološkom fakultetu u Beogradu, na grupi za Opštu književnost sa teorijom književnosti. Magistarski rad, posvećen jednom od najznačajnijih srpskih pesnika Momčilu Nastasijeviću objavila je u formi eseja u uglednoj ediciji Argus, beogradske izdavačke kuće „Vuk Karadžić", 1976. Zastupljena je u više antologija savremene srpske poezije u zemlji i inostranstvu.

## Književni rad
Prvu pesničku knjigu objavila je u dvadesetoj godini, u kolekciji Prva knjiga, jednog od najstarijih i najznačajnijih izdavača u Srbiji ("Matica srpska", Novi Sad, 1966), a od tada je publikovala sedamnaest pesničkih zbirki, od kojih je najnovija, Hleb od ruža, izašla u izdanju Književne opštine Vršac, (2012).
Prva pesnička knjiga, Vratio se Volođa, ilustrovana je fotografijama Tanjinog oca, umetničkog fotografa i fotoreportera Politike, Stevana Kragujevića, dok je monografija Kragujević, Senta koje više nema, objavljena povodom 300. godine grada Sente, u izdanju Kulturno-obraznovnog centra „Turzo Lajoš iz Sente”, 1997. godine, urađena na temelju umetničkih fotosa Stevana Kragujevića, ilustrovana stihovima njegove kćeri Tanje, objavljenih u dopunjenoj verziji u posebnoj zbirci Pejzaži nevidljivog (Književna opština Vršac, 2001). Prvi izbor iz njene celokupne poezije objavila je izdavačka kuća „Agora” iz Zrenjanina, (2009). Izabrane i nove pesme, pod nazivom Staklena trava priredio je i pogovor napisao pesnik i književni kritičar Nenad Šaponja. U okviru Edicije dobitnika književne nagrade Milica Stojadinović Srpkinja, i u izdanju Zavoda za kulturu Vojvodine, 2010. godine pojavio se novi izbor iz njene poezije, pod nazivom Ruža, odista, koji je priredila i pogovorom propratila književna kritičarka i esejistkinja Dragana Beleslijin.
O stvaralaštvu Tanje Kragujević su pisali: pesnici i esejisti Ivan V. Lalić, Milica Nikolić, prof. dr Slavko Gordić, Draško Ređep, dr Dragana Beleslijin, Dragan Jovanović Danilov i Nenad Šaponja, kao i književni kritičari Čedomir Mirković, Vasa Pavković, Bojana Stojanović Pantović, Dušica Potić, Aleksandar B. Laković, i drugi.

## Gostovanja na festivalima
Gostovala na festivalima poezije: Struške večeri poezije (Makedonija), Puškinovi dani poezije (Rusija), Trg pesnika, Budva (Crna Gora). Učestvovala u radu Književne kolonije u Sićevu (1994), u Međunarodnoj književnoj koloniji u Čortanovcima (2008). Predstavljala Srbiju na Prvom transbalkanskom festiivalu poezije u Solunu (24-26. maj 2012). Učestvovаla na Četvrtom međunarodnom festivalu književnosti i filma u gradu Ordu (Turska), 3-6. oktobar 2013.
- Tanja, 1978.
- Tanja, 1987.

## Legati porodice Kragujević

### Istorijski arhiv Beograda
Povodom pet decenija od objavljivanja prve pesničke knjige Vratio se Volođa, Istorijski arhiv u Beogradu priredio je (8 - 23. decembar) 2016. godine, istoimenu izložbu, kojom je autor postavke viši arhivista Isidora Stojanović predstavila autorske knjige, antologije, nagrade, artefakta i fotose, koji čine deo Legata porodice Kragujević, a obeležavaju život, urednički i stvaralački rad pesnikinje. Posebni segmenti postavke odnose na porodicu, prijatelje i saradnike, njihova pisma, fotose, knjige sa posvetama, poklone, raritetne knjige i predmete, koji čine sastavni deo ovog Legata.

### Udruženje „Adligat”
Porodični legat Tanje Kragujević i Vasilija Vince Vujića otvoren je 20. septembra 2019. godine u Muzeju srpske književnosti – Udruženja za kulturu, umetnost i međunarodnu saradnju „Adligat" u Beogradu, i svedoči o sto pedeset godina rada u kulturi petoro pojedinaca od kojih je svako ostvario uspehe i na trajan način postigao izuzetnost.
Pored pesnikinje Tanje Kragujević i njenog supruga, profesora Zemunske gimnazije Vasilija Vince Vujića predstavljeni su roditelji Tanje Kragujević, fotoreporter Stevan Kragujević i Lepa Kragujević koja nosi počasno zvanje neimara Radio Televizije Beograd. Iza ovih vrednih poslenika kulture ostali su brojni dokumenti i knjige, od značaja za sferu novinarstva i srpsku kulturu.
Centralna ličnost ovog Legata je Joca Vujić, deda Vasilija Vince Vujića – velikoposednik, počasni član Matice srpske, sakupljač slovenske starine, čuvar nacionalnog blaga Srba, istorijskih dokumenata, knjiga i umetničkih dela od kapitalne vrednosti, veliki dobrotvor i jedan od najplemenitih darovatelja srpske kulture. Legat predstavlja važne predmete iz Kolekcije Joce Vujića (nekadašnjeg njegovog Muzeja u Senti, prvog takve vrste u Srbiji), a posebno, ustaničko oružje, narodnu nošnju, nakit od vanrednog značaja, kao iumetničke slike.
Zbog naročitot zalaganja i doniranja projektu Adligata, Tanja Kragujević i Vasilije Vince Vujić imaju status počasnih članova – osniviča Udruženja Adligat.

## Prevodi
Njena poezija se u prevodu na više jezika može čitati u najvećoj svetskoj poetskoj antologiji u internet izdanju Lyrikline (www. lyrikline.org), kao i na njenom ličnom vebsajtu (www.tanjakragujevic.com).
Pesme su joj prevođene na nemački, engleski, francuski, španski, mađarski, holandski, bugarski, makedonski, ruski, beloruski, italijanski, slovenački, poljski, japanski i grčki jezik. Posebno je zanimljivo izdanje Staklena trava, Sedam pesama na sedam jezika (francuski, nemački, grčki, mađarski, italijanski, japanski, španski), koju je objavila zrenjaninska Agora, 2012.
Zastupljena u tematskim i drugim zbornicima u zemlji i inostranstvu, te u najvažnijim antologijama koje predstavjaju srpsku poeziju danas, između ostalog: Poesia Serbia hoy, Debats (Institució Alfons el Magnànim, Valensija, n.109, 2010/4), Les Poètes de la Mediterannée (predgovor Yves Bonnefoy, Gallimar & Culturesfrance, 2010); Hundert grams seele, Ten Decagrams of Soul, The Anthology of Serbian Poetry of the Second Part of Twentieth Century (priredio Robert Hodel, Leipziger Literaturverlag, 2011), The Anthology of Serbian Poetry of XX and XXI Century (Herg Benet Publishers, Bukurešt, 2012), El Color de la Esencia (the Monography of New Serbian poetry (Silvia Monros Stojaković, Anfora Nova, Španija, 2013).

## Priređivanje
Priredila je knjigu za decu Desanke Maksimović Patuljak Kukuruzović i Bajka o putevima (Slike Janeza Smolea; „Zavod za udžbenike i nastavna sredstva" i „Narodna knjige", Beograd, 1979), kao i testamentarnu knjigu stihova modernog klasika Srbe Mitrovića (1931—2007) Magline, sazvežđa („Rad", Beograd, 2007), za koju je napisala pogovor.

## Izdavački rad
Više od petnaest godina bavila se izdavačkim radom. Kao urednik („Narodna knjiga” u Beogradu) kreirala je nekoliko kolekcija knjiga savremene književnosti, sabrana i izabrana dela značajnih svetskih autora („Dela Marine Cvetajeve", 1990); ediciju „Alpha Lyrae" posvećenu najznačajnijim imenima moderne svetske poezije (H. L. Borhes, Filip Larkin, Silvija Plat, Česlav Miloš, Janis Ricos, H. M. Encensberger, Tadeuš Ruževič, Josif Brodski, Vislava Šiimborska, Adam Zagajevski, Čarls Simić i drugi).
Urednik je biblioteke „Arijel” izdavačke kuće „Agora”, koja objavljuje najznačajnija pesnička imena savremene svetske poezije (Lucija Stupica, Stanislav Baranjčak, Tasos Livaditis i drugi).

## Dela (bibliografija)
Tanja Kragujević pisanje neposredno poistovećuje sa traganjem za „spojenim sudovima života i poezije”, ne samo kroz pesnički izraz, već i u posebnoj formi mikroeseja, čija se struktura i intonacija usredsređuju na pesnička otkrovenja (pa i poetsku odbranu) fenomena svakidašnjeg življenja i maksimalno redukovan prozni izaraz, iz čega je nastala autorki najsvojstvenija forma lirskog eseja.

Knjiga Kutija za mesečinu, objavljena je 2003, u Književnoj opštini Vršac.

### Poezija
- Vratio se Volođa, Sa fotografijama Stevana Kragujevića. Edicija „Prva knjiga". Matica srpska, Novi Sad, 1966.
- Nesan, Sa grafičkim prilozima Lazara Vujaklije. Bagdala, Kruševac,1973.
- Stud, Prosveta, Beograd, 1978.
- Samica, Nolit, Beograd, 1986.
- Osmejak omčice, Književna opština Vršac KOV, Vršac, 1993.
- Divlji bulevar, Rad, Beograd, 1993.
- Muška srma, Srpska književna zadruga, Beograd, l993.
- Duša trna, Sa crtežima Mihaila Đokovića Tikala. Prosveta, Niš,1995.
- Osmejak pod stražom, KOV, Vršac, 1995.
- Autoportret, sa krilom, Prosveta, Beograd,1996.
- Slovočuvar i slovočuvarka, Prosveta, Beograd, 1998.
- Pejzaži nevidljivog, KOV, Vršac, 2001.
- Godine, pesme, Edicija "Povelja". Biblioteka Stefan Prvovenčani, Kraljevo, 2002.
- Pismo na koži, Rad, Beograd, 2002.
- Njutnov dremež, Književno društvo Sveti Sava, Beograd, 2004.
- Žena od pesme, KOV, Vršac, 2006.
- Plavi sneg, KOV, Vršac, 2008.[9]
- Staklena trava, Izabrane pesme. Priredio i pogovor napisao Nenad Šaponja. Biblioteka "Arijel", knjiga 1. Agora, Zrenjanin, 2009. Fotografija na koricama: Stevan Kragujević, Put kroz ravnicu.
- Ruža, odista, Zavod za kulturu Vojvodine. 2010. Izabrane pesme. Izbor i pogovor Dragana Beleslijin.
- Motel za zbogom, Biblioteka "Stefan Prvovenčani", Kraljevo, 2010.
- Hleb od ruža, KOV, Vršac, 2012.[10]
- Od svetlosti, od prašine, Književna akademija Istok, Knjaževac, 2014.
- Efekat leptira, Kulturni centar Novog Sada, 2016.
- Korona, male pesme. Pogovor Jovica Aćin. Na korici: Alan Bećiri, „Tiski cvet”. Ilustracije Maja Simić, Čigoja, Beograd, 2017.
- Efekat leptira, Ratkovićeve večeri poezije, Bijelo Polje, 2018.
- , pesme. Na koricama: Stevan Kragujević, Rasuta svetlost, senke, Beograd. Pogovor Slavko Gordić. Izdavači: Čigoja i autor. Beograd, 2019.
- Fraktali, Na koricama: Stevan Kragujević, „Vaga za lišće“. Recenzent Svetlana Šeatović. Pogovor Slađana Ilić. Izdavači: Čigoja štampa i autor, Beograd, 2022.
- Korice za odlazeći glas. Recenzent Jovica Aćin. KOV, Vršac, 2022.[11][12]
- Kratka istorija trenutka. Pogovor Sonja Milovanović. Na korici: fotografija Beogradski grafil, Stevana Kragujevića. Izdanje Čigoje štampe i autora, 2024.
- Još uvek, Kulturni centar Vojvodine „Miloš Crnjanski”, Novi Sad, 2025.

### Izabrane pesme
- Staklena trava. Izabrane i nove pesme. Biblioteka „Arijel”, knj. 1. Priredio i pogovor napisao Nenad Šaponja. Agora, Zrenjanin, 2009.
- Ruža, odista. Izabrane pesme. Edicija dobitnika književne nagrade Milica Stojadinović Srpkinja. Izbor i pogovor Dragana Beleslijin. Zavod za kulturu Vojvodine, Novi Sad, 2010.
- Trn o svili, izbor autora. Edicija „Nagrada Desanke Maksimović”, knjiga 21, Zadužbina „Desanka Maksimović” i Narodna biblioteka Srbije, Beograd, 2016.

### Posebna monografska publikacija
- Stevan Kragujević i Tanja Kragujević: Senta koje više nema, KOC „Turzo Lajoš”, Senta, 1997. Izdanje povodom 300. godišnjice grada Sente. Fotografije; Stevan Kragujević. Stihovi: Tanja Kragujević.

### Eseji
- Mitsko u Nastasijevićevom delu. Biblioteka „Argus". Vuk Karadžić, Beograd, 1976.
- Dodir paunovog pera. Knjiga čitanja. Rad, Beograd, 1994.
- Trepet i čvor. Druga knjiga čitanja. Rad, Beograd, 1997.
- Orfej iz teretane. Treća knjiga čitanja. Prosveta, Beograd, 2001.
- Božanstvo pesme. Eseji o poeziji Miodraga Pavlovića, Ivana V. Lalića, Aleksandra Ristovića, Srbe Mitrovića, Dušana Vukajlovića i Nenada Šaponje. Prosveta, Beograd, 1999.
- Kutija za mesečinu. Mali eseji. KOV, Vršac, 2003.
- Svirač na vlati trave. Eseji. AGORA, Zrenjanin, 2006.
- Izgovoriti zvezdu. Mali eseji. AGORA, Zrenjanin, 2010.
- Talog nedovršenog. Minuete. Književna opština Vršac, 2010.
- Telegrami i molitve, AGORA, Zrenjanin 2015.
- Svetlost za druge oči, Povelja, Kraljevo, 2016.
- Proći ispod čarobnog luka, eseji и lirski zapisi. Tanesi, Beograd, 2018
- Putnik ka omegi (Tri pesnika, tri eseja: Eva Zonenbarg, Toni Hogland, Vislava Šimborska). Pogovor Vladislava Petković Gordić, crteži na korici Maja Simić, Čigoja, Beograd, Kuća poezije, Banja Lukа 2018.
- Sabranost, Listići, zapisi, eseji. Recenzent Tamara Кrstić. Crteži na korici Goran Кovačević, Čigoja, Beograd, 2022.
- Drvo za pticu, Eseji o lirskim prozama i poeziji Stevana Raičkovića, Vladimira Buriča, Mažane Bogumile Kjelr, Ričarda Krinjickog, Adama Zagajevskog, Ane Ristović i Slavka Gordića. Kulturni centar Novog Sada, edicija Anagram, 2023. Fotografija na korici: Stevan Kragujević

Knjigu eseja o savremenim srpskim pesnicima Božanstvo pesme (o poeziji značajnih savremenih srpskih pesnika (Miodraga Pavlovića, Ivana V. Lalića, Aleksandra Ristovića, Srbe Mitrovića, Dušana Vukajlovića i Nenada Šaponje) objavila je beogradska "Prosveta" 1999. Knjiga Svirač na vlati trave („Agora”, 2006) bavi se poezijom Desimira Blagojevića, Miloša Crnjanskog, Vaska Pope, Srbe Mitrovića, Miroljuba Todorovića i Nikole Vujčića. Njeni eseji o domaćoj i svetskoj literaturi, emitovani na talasima Radio Beorada (Drugi program) sakupljeni su u tri Knjige čitanja, objavljene u Beogradu l994, 1997, 2001. Zbirku malih eseja o knjigama poezije savremene svetske i domaće književnosti Izgovoriti zvezdu objavila je izdavačka kuća „Agora” (edicija Ogledalo), 2010, a iste godine vršački KOV publikovao je novu knjigu njenih lirskih zapisa i mikroeseja Talog nedovršenog.

### Priređivanje
- Patuljak Kukuruzović i Bajka o putevima (Slike Janeza Smolea; Zavod za udžbenike i nastavna sredstva i „Narodna knjige", Beograd, 1979.
- Srba Mitrović: Magline, sazvežđa, pesme. Priređivanje i pogovor: Tanja Kragujević. Biblioteka „Rad". Rad, Beograd, 2007.

### Prevedena poezija
- Staklena trava, sedam pesama na sedam jezika (francuski, nemački, grčki, mađarski, italijanski, japanski, španski). Agora, Zrenjanin, 2012. Fotografija na koricama: Stevan Kragujević, put kroz ravnicu.[13]
- Sećanje svile, Izbor iz zbirke Hleb od ruža. Na srpskom i u prevodu na engleski (Marija Knežević), francuski (Marilyne Bertoncini) i španski (Silvija Monros Stojaković). O Hlebu od ruža (pogovor) Vasa Pavković. Prevod teksta pogovora na engleski Nikola Krznarić. Na korici: Katarina Alempijević, Linea alba III, objekat od papira. Fotografija pesnikinje: Živko Nikolić. Kniževno društvo „Sveti Sava“, edicija „Druga obala“, Beograd, 2015.

### Prepevi
- Kajetan Kovič. Pesme. Izbor i pogovor Jože Snoj. Prevod Tatjana Detiček. Prepev Tanja Kragujević. Narodna knjiga, Beograd, 1974.
- Tone Pavček, Pesme. Izbor i pogovor Tode Čolak. Prevod Tatjana Detiček-Vujasinović. Prepev Tanja Kragujević. Narodna knjiga, Beograd, 1977.
- Svetlana Makarovič: Pesme. Izbor, prevod i pogovor Marija Mitrović. Prepev Tanja Kragjević. Narodna knjiga,Beograd, 1977.
- Marina Cvetajeva, Dela, Narodna knjiga 1990, priredila Milica Nikolić. Knjiga I, Pesme i poeme.
- Marina Cvetajeva: Pohvala vremenu. Izabrane pesme. Priredila Milica Nikolić. Preveli: Olga Vlatković, Mirjana Vukmirović, Jelica Drenovac, Danilo Kiš, Zlata Kocić, Tanja Kragujević, Ljudmila Lisina. Biblioteka „Atlas vetrova”, Književna opština Vršac, 1997.

Radila je, u saradnji sa prevodiocima, na više knjiga prepeva, a njeno sudelovanje u prevodima stihova Marine Cvetajeve uvrščeno je Antologiju prevoda Miodraga Sibinovića: Antologija ruske lirike X-XXI vek, knjiga II (Prva četvrtina - sredina XX veka; Marina Cvetajeva, „Duša", prevod Ljudmina Lisina, prepev Tanja Kragujević, pp. 132). Paideja, Beograd, 2007.

## Antologije (izbor)
Poezija Tanje Kragujević zastupljlena je u više desetina antologija u zemlji i inostranstvu,u zbornicima i antologijskim presecima koji su predstavljali književnost Jugoslavije, kao i u reprezentativnim izborima iz srpske poezije novijeg doba, kao i u različitim njenim tematskim selekcijama - od memorijalnih zbornika Druge Beogradske gimnazije ili Filološkog fakuteta u Beogradu, do posebnih antologijskih izbora (ljubavne poezije, poezije o Beogradu, najlepših pesama o vodi) - a isto tako i u opsežnim hronološkim pregledima i najaktuelnijim izborima iz srpskog pesništva 20. i početka 21. veka.
Između ostalih, tu spadaju i ove knjige:
- Radoslav Vojvodić, Srpske pesnikinje od Jefimije do danas, Slovo ljubve, Beograd,1972.
- Jovica Aćin, Ključevi. Iz novijeg pesništva u Jugoslaviji, 1968-1984, Kov, Vršac, 1984.
- Ajsa Zahirovic, Yugoslav women`s poetry, India,1986.
- Zlatno zrno vremena, Pesnici Druge beogradske gimanziije, Beograd, 1991.
- Pesnici Vasku Popi, Matica srpska, SANU - ogranak u Novom Sadu i Dokumentacioni centar Vasko Popa, Novi Sad, Beogad, 2003.
- Bojana Stojanović-Pantović, Panorama srpskog pesništva kraja XX veka, Hrvatsko društvo pisaca i Durieux, Zagreb, 2006.
- Zlatko Krasni, Srpska poezija. Poseban broj časopisa Podium, Beč, 2009.
- Pesnici Mediterana, Galimar, 2010.
- Robert Hodel, Deset deka duše. Srpska poezija druge polovine XX veka, Lajpcig, 2011.
- Miodrag Sibinović, Vetar u grivi. Konj u poeziji slovenskih naroda. Beograd, 2011.
- Nenad Grujičić, Antologija srpske poezije (1847—2000), Sremski Karlovci, 2012.
- Antologija srpske poezije XX i početka XXI veka, Bukurešt, 2012.
- Miloš Janković, 365 ljubavnih, Beograd, 2013.
- Silvija Monros Stojaković, Boja suštine, savremena srpska poezija, Rute, Španija, 2013.
- Antologija srpske erotske poezije, priređivanje i predgovor Mirko Magarašević, Akademska knjiga, Novi Sad, 2016.
- Оd A do Š. Osam vekova srpske poezije, priredio Johan Lavundi (Johann Lavundi). Predgovor, fusnote, biografije, prevod pesama na nemački jezik Johan Lavundi. Banatski kulturni centar, Novo Mileševo, 2017.
- Ako sam ja ona, Antologija pesama dobitnica književne nagrade „Milica Stojadinović Srpkinja”, 2009—2019, priredila Dragana V. Todoreskov, Кulturni centar Vojvodine „Miloš Crnjanski”, Novi Sad, 2020.
- Senke i njihovi predmeti 1991- 2020, Antologija novijeg srpskog pesništva. Priredio Saša Radojčić, Povelja, Kraljevo, 2021.

### Internet antologija
Od 10. aprila 2009. godine, stihovi Tanje Kragujević na više jezika mogu se čitati u stalnoj prezentaciji najveće svetske internet antologije Lyrikline.org.

## O poeziji Tanje Kragujević
- Poezija Tanje Kragujević. Zbornik radova. Edicija „Desankini majski razgovori”, knjiga 34. Zadužbina „Desanka Maksimović“ i Narodna biblioteka Srbije, Beograd, 2017. Priredila Mirjana Stanišić. Autori: profesor emeritus dr Slavko Gordić, Milica Nikolić, Vasa Pavković, prof. dr Bojan Đorđević, Darija Žilić, dr Mila Medigović Stefanović, Tamara Krstić, Sonja Milovanović i prof. dr Vladislava Gordić.

## Nagrade i priznanja
- Brankova nagrada, za knjigu pesama Vratio se Volođa, 1966.[15]
- Plaketa Senta, za književni i kulturni doprinos, 1968.
- Nagrada „Isidora Sekulić”, za esej „Mitsko u Nastasijevićevom delu”, 1976.[16]
- Plaketa grada Beograda, za književni i kulturni doprinos, 1984.
- Nagrada „Đura Jakšić”, za knjigu pesama Divlji bulevar, 1994.
- Nagrada „Milan Bogdanović”, za kritički tekst o knjizi Pesme Dragoslava Andrića, 1996.
- Nagrada „Milica Stojadinović Srpkinja”, za zbirku pesama Staklena trava, 2009.[17]
- Nagrada „Pečat varoši sremskokarlovačke”, za knjigu pesama Hleb od ruža, 2013.[18]
- Nagrada „Rade Tomić”, za pesnički rukopis Od svetlosti, od prašine, 2014.[19]
- Nagrada „Desanka Maksimović”, 2015.[20][21]
- Nagrada „Lenkin prsten”, za pesmu „Voda”, 2015.[22][23]
- Nagrada „Gračanička povelja”, 2016.
- Nagrada „Risto Ratković”, za knjigu pesama Efekat leptira, 2017.[24]
- Nagrada „Drainac”, za knjigu pesama Extravaganza, 2020.[25]
- Nagrada „Jefimijin vez”, za knjigu Istorija jednog trenutka, 2025.[26]

Posebna priznanja
Srpski filantropski forum i Koalicija za dobročinstvo uručili su na Kolarčevom narodnom univerzitetu povodom petog Nacionalnog dana davanja 9. oktobra 2022. godine, priznanja kao znak zahvalnosti. Priznanja su uručena pojedincima koji su formiranjem legata značajno obogatili kulturu Srbije. Zahvalnice su povodom osnivanja Legata u Adligatu – Udruženju za kulturu, umetnost i međunarodnu saradnju – dobili između drugih donatora, Tanja Kragujević, kao i njen suprug Vailije Vince Vujić.

## Spoljašnje veze
- Tanja Kragujević/Zvanična prezentacija
- Отварање изложбе Вратио се Волођа у Галерији ИАБ
- Leksikon Ko je ko u Srbiji, Zavod za izdavanje udžbenika, Beograd 2013. pp. 386.
- b92/Sajam u Solunu
- Novosti/Tanja Kragujević: Tren vredan slavlja
- Knjižara/ Tanja Kragujević
- Politika/Kultura-intervju
- Novosti/Kultura-Nagrade na rođendan Branka Radičevića